# Мельник, Антон Александрович
Анто́н Алекса́ндрович Ме́льник (род. 9 января 1984, Свердловск) — продюсер, член Союза кинематографистов России, член Академии кинематографических искусств «Ника», лауреат премии «Ника». Сын режиссёра Александра Мельника (1958—2021).

## Образование
- Институт практического востоковедения (тема исследования: «Социально-экономические аспекты киноиндустрии в Индии», сведения о годе отсутствуют);
- Магистратура экономического факультета МГУ (тема исследования: «История управленческой мысли в производстве услуг (на примере киноиндустрии»).

## Деятельность
В 2003 году инициировал создание кинокомпании «Андреевский флаг». В настоящее время является её главой.

## Фильмография
- «Маяк» (Россия), 2006 год — участник российских и международных конкурсов: ММКФ, «Окно в Европу», Роттердамский кинофестиваль и других[2].
- «Монгол» (Россия / Казахстан / Германия), 2006 год — номинация на «Оскар», режиссёр Сергей Бодров-старший[3][4].
- «Новая Земля» (Россия), 2008 год — участник фестиваля Кинотавр; приз «за лучшую операторскую работу» (Илья Дёмин) и специальный диплом жюри «За удачный коммерческий проект»[5].
- «Территория» (Россия), 2015 год.